# Meneali Portus
Meneali Portus (Μενελάϊος λιμήν) fou un port de la Marmàrica a l'oest de Paretónion, on segons la llegenda va desembarcar l'heroi Menelau. A aquesta ciutat va morir Agesilau en la seva marxa del Nil a Cirene el 361 aC.
Era probablement propera al Wadi Dafneh, prop de Ras al-Milhr.